# Phú Túc, Gia Lai
Phú Túc là xã thuộc tỉnh Gia Lai, Việt Nam.
Thị trấn Phú Túc có diện tích 20,57 km², dân số năm 2016 là khoảng 12.000 người, mật độ dân số đạt 600 người/km².